# Aéroport de Zagora
 (janvier 2019).
Si vous disposez d'ouvrages ou d'articles de référence ou si vous connaissez des sites web de qualité traitant du thème abordé ici, merci de compléter l'article en donnant les références utiles à sa vérifiabilité et en les liant à la section « Notes et références ».
L'aéroport de Zagora (code IATA : OZG • code OACI : GMAZ) est un aéroport situé 7 km au sud-ouest de la ville de Zagora au Maroc et construit entre 2007 et 2009. Il a remplacé un aérodrome doté d'une piste en terre de 1140 m et situé plus au nord (par 30°19′13″N 005°52′00″W).

## Destinations
Royal Air Maroc propose des vols entre Zagora et Casablanca trois fois par semaine sur un avion de type ATR, deux vols directs et un vol avec escale à Ouarzazate. Le prix du billet est 400 Dh (aller simple). Air Arabia Maroc assure des vols entre Zagora et Marrakech avec un avion de type A320 deux fois par semaine, le prix d'un aller simple est 300 Dh.  

## Situation

### Carte des aéroports du Maroc
| \| 100 km1:10 004 000 \| Ouezzane Agadir Al Hoceima Meknès Béni Mellal Bouarfa Casablanca-Tit Mellil Casablanca-Mohammed V Errachidia Essaouira Fès Guelmim Ifrane Kénitra Khouribga Marrakech Nador Ouarzazate Oujda Rabat-Salé Tanger Zagora Tan-Tan Tarfaya Tétouan Benslimane Sidi Slimane Inezgane Ben Guerir Taroudant Taza |
| 100 km1:10 004 000 |

## Statistiques
Pour des raisons techniques, il est temporairement impossible d'afficher le graphique qui aurait dû être présenté ici.

Voir la requête brute et les sources sur Wikidata.

## Compagnies aériennes et destinations
| Compagnies              | Destinations                      |
| ----------------------- | --------------------------------- |
| Royal Air Maroc Express | Casablanca-Mohammed-V, Ouarzazate |

Édité le 13/01/2019  Actualisé le 5/08/2023